# A-kanot
A-kanot är en segelbåtstyp och den minsta av segelkanoterna. 
A-kanoten konstruerades 1975 av Nils-Göran Bennich-Björkman. Den lämpar sig utmärkt för att bygga själv. Segelsportföreningen - Ungdomarnas Båtbygge har ledarledd byggnation av denna segelkanot.
A-kanoten, som är avsedd för ungdomar, är 3 meter lång, 1 meter bred, väger ca 32 kg, är utrustad med centerbord och för ett segel på 4 kvadratmeter.
Den är heldäckad med en liten sittbrunn och vattentäta skott som gör den osänkbar. Den seglas med hängbrädor, vilket innebär att seglaren sitter på en bräda som sticker utanför relingen på lovartssidan för att balansera vindtrycket i seglet.
A-kanoten är en livlig och spännande kanot, snabb för sin storlek, men kan upplevas som svårseglad till en början - nybörjaren välter ofta men det är lätt att dra upp kanoten igen och fortsätta.